# 위르겐 힌츠페터
위르겐 힌츠페터(독일어: Jürgen Hinzpeter, 1937년 7월 6일~2016년 1월 25일)는 독일의 기자이자 언론인이다. 독일 제1공영방송 기자로서 1980년 5·18 광주 민주화 운동 현장을 영상에 담아 외국에 알리는 데 큰 기여를 하였다. 당시 언론 통제로 인해 대한민국 내에서는 광주의 참상이 보도될 수 없었다. 힌츠페터는 자신이 촬영한 필름을 큰 금속캔 과자더미 속에 숨겨 포장하여 일본으로 반출한 뒤, 독일 함부르크의 뉴스센터에 전달하였다. 이 영상은 독일에서 수 차례 방송되었고, 외국의 다른 언론들도 이 영상을 받아 보도함으로써 5·18 광주 민주화 운동이 전 세계에 알려지게 되었다. 이에 일명 푸른 눈의 목격자로 불린다.

## 생애
학창 시절에는 의사가 되기를 선망했으나, 기자로 진로를 바꿔 1963년에 당시 서독의 독일 제1공영방송 함부르크 지국의 TV방송국 카메라맨으로 입사했다. 1967년 초 그 당시 제1공영방송에서 유일하게 동아시아 지부가 있던 홍콩으로 발령을 받았다. 그는 베트남 전쟁을 취재하다가, 1969년 봄에 사이공에서 부상을 당했다. 이후 독일 제1공영방송 도쿄 지국으로 옮겨가 1973년부터 1989년까지 17년간 특파원으로 근무했다.
독일 제1공영방송의 일본특파원으로 지내는 동안 그는 몇 차례 한국을 방문했다. 박정희 정권하의 여러 공안사건들에 대한 기록과 5·18 광주 민주화 운동 직전 가택연금 중인 김영삼과의 인터뷰 등을 녹음했다. 5·18 광주 민주화 운동이 진행 중이던 5월 19일에 독일 동아시아 선교책임자 바울 슈나이스 목사의 권유로 일본에서 광주 잠입을 준비한 뒤 20일 오전에 광주로 진입한다. 23일까지 한국에 잠입하여 위험을 무릅쓰고 현장을 취재하여 광주의 참상을 카메라에 담았다. 이 당시 그는 기자생활 이례 광주민주화운동만큼이나 끔찍하고 참혹한 현장은 처음 봤으며 영상을 찍다가도 몇번이나 눈물이 터져나와 촬영이 중단됐다고 한다. 힌츠페터가 보낸 필름은 독일 제1공영방송을 통해 여러 나라에 즉시 보도됐으며, 그 해 9월에는 《기로에 선 한국》이란 제목의 다큐멘터리로 제작 방송되었다. 이 다큐멘터리는 언론 통제하의 5공화국 시절의 대한민국 내에서는 비밀리에 알려져 상영됐다. 오늘날 5·18 광주 민주화 운동 관련 영상자료는 대부분 그가 수집한 것이다. 5공 말기인 1986년 11월에는 광화문 네거리에서 시위 취재 도중 사복경찰에게 구타당하여 목과 척추에 중상을 입었다. 1995년 기자직에서 은퇴한 이후에는 독일의 라체부르크에 거주하였다.
2003년 5월 18일 힌츠페터가 광주에서 찍은 영상은 KBS 1TV 《일요스페셜》 〈80년 5월 - 푸른 눈의 목격자〉편에서 공개됐다. 2004년 지병인 심장질환으로 일시적으로 생명이 위독했던 그는 사후 망월동 5.18묘지에 묻히고 싶다는 소망을 밝혀 5.18유족회 및 광주광역시 등 관련 단체들이 그의 명예시민증 수여와 안장을 추진했다. 극적으로 건강을 회복한 그는 이후 5·18 광주 민주화 운동 25주년 기념식에 참석하고, 회고록을 집필하는 등 지속적인 활동을 펼쳤다. 2005년 5월 19일 한국방송카메라기자협회는 그에게 특별상을 수여했다.
2016년 1월 25일에 80세의 일기로 독일에서 삶을 마감하였으며 2016년 5월 16일 생전 그가 바란대로 손톱과 머리카락 등 신체 일부가 담긴 추모비석이 대한민국의 광주광역시 북구 5.18망월동 구묘지에 설치되었다.

## 상훈
- 2003년 11월 제2회 송건호언론상[6]
- 2005년  5월 한국카메라기자협회 특별상[7]

## 위르겐 힌츠페터가 등장한 작품
- 《택시운전사》 - 토마스 크레취만
- 《5.18 힌츠페터 스토리》

## 같이 보기
- 테리 앤더슨 (미국, AP통신)
- 블레들리 마틴 (미국, 볼티모어 선)
- 샘 제임슨 (미국, LA타임스)
- 헨리 스코트 스톡스 (미국, 뉴욕타임스)
- 아오이 가쓰오 (일본, 아사히신문)
- 마쓰나가 세이타로 (일본, 요미우리신문)
- 게브하르트 힐셔 (독일, 쥐트도이체 차이퉁)